# Стрмец Стубички
Стрмец Стубички је насељено место у саставу општине Стубичке Топлице у Крапинско-загорској жупанији, Хрватска. До територијалне реорганизације у Хрватској налазио се у саставу старе општине Доња Стубица.

## Становништво
На попису становништва 2011. године, Стрмец Стубички је имао 763 становника.

## Попис1991.
На попису становништва 1991. године, насељено место Стрмец Стубички је имало 708 становника, следећег националног састава:
| Попис 1991.‍  | Попис 1991.‍  | Попис 1991.‍ | Попис 1991.‍ | Попис 1991.‍ |
| ------------ | ------------ | ----------- | ----------- | ----------- |
|              |              |             |             |             |
| Хрвати       | Хрвати       |             | 694         | 98,02%      |
| Срби         | Срби         |             | 3           | 0,42%       |
| Мађари       | Мађари       |             | 1           | 0,14%       |
| неопредељени | неопредељени |             | 4           | 0,56%       |
| регион. опр. | регион. опр. |             | 1           | 0,14%       |
| непознато    | непознато    |             | 5           | 0,70%       |
| укупно: 708  |              |             |             |             |